# تغيرات فسيولوجية بعد الولادة

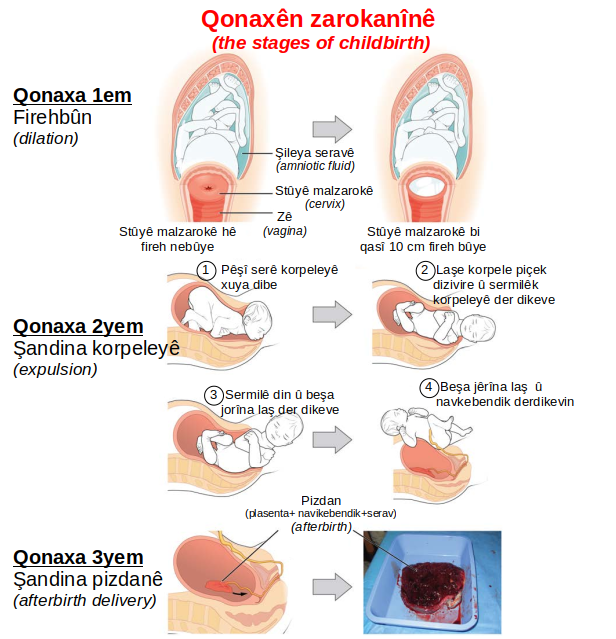
مراحل الولادة.

التغيرات الفسيولوجية بعد الولادة هي تلك التغيرات المتوقعة التي تحدث لجسم النساء بعد الولادة، في فترة النفاس. هذه التغيرات هي علامة بداية الرجوع فسيولوجيا ما قبل الحمل والرضاعة الطبيعية. في اغلب الوقت هذه التغيرات بعد الولادة هي طبيعية ويمكن التعامل معها باستخدام الادوية وتدابير الراحة، ولكن في بعض الحالات قد تتطور المضاعفات. التغيرات الفسيولوجية بعد الولادة قد تكون مختلفة بالنسبة للنساء اللواتي ينجبن بعملية قيصرية.  تغيرات أخرى بعد الولادة، ربما تشير إلى تطور المضاعفات مثل، نزيف ما بعد الولادة، الأثداء المحتقنة، الالتهابات بعد الولادة.

## الثديين والرضاعة
الثديان يتغيران اثناء خلال الحمل من اجل التحضير للرضاعة، والمزيد من التغيرات تحدث مباشرة بعد الولادة. البروجستيرون هو الهرمون الذي يؤثر على نمو انسجة الثدي قبل الولادة. بعد ذلك جهاز الغدد الصماء يتحول من إنتاج الهرمونات التي توقف الرضاعة إلى تلك التي تؤدي إلى إنتاج الحليب. (بحاجة لمصدر) الافرازات الأولى تعرف باسم اللبا وهي غنية بالمواد التي تساعد المولود الجديد على التكيف مع الحياة خارج الرحم. حوالي اليومين إلى خمسة أيام بعد الولادة يبدأ الثديين بإنتاج الحليب. هذا عادة ما يوصف ب «مجيء الحليب».
من الممكن ان يتم تزويد المعلومات إلى الام بعد الولادة من اجل تعزيز فهم الرضاعة الطبيعية والدعم الذي سيكون متاحا لإنجاحها.
يتم تشجيع الام على الرضاعة الطبيعية وقضاء الوقت في الترابط مع طفلها مباشرة بعد الولادة.
المص يجعل الغدة النخامية تفرز الاوكسيتوسن، مما يجعل الرحم ينقبض ويمنع حدوث نزيف. يمكن الشعور بهذا في الثديين من قبل الأم. بكاء الأطفال يمكنه أيضا ان يحفز إنتاج الأوكسيتوسن. الحلمات المتشققة من الممكن ان تظهر في هذا الوقت، والتي يمكن التعامل معها باستخدام العلاج الدوائي والغير دوائي.

## الرحم
التغير الأكثر جذرية في الرحم هو التقلص من عضو يزن كيلوجرام وحجم حوالي 10 لتر إلى عضو 60 جرام  يحتوي فقط على 5 مل من السوائل.مباشرة بعد الولادة، قمة الرحم تبدا بالتقلص. هذا من اجل ولادة المشيمة التي يمكن ان تستغرق ما يصل إلى 30 دقيقة وقد تتضمن الشعور بالقشعريرة. في الاستجابة الطبيعية والصحية يجب الشعور به قاس وليس رخو. يبدا بالعودة إلى المنشأ مع الانقباضات بالعضلات الملساء للرحم. سوف يتقلص في خط المنتصف مع السرة. تبدأ الانقباضات وبعد مرور اثني عشر بعد الولادة يمكن الشعور به عند مستوى السرة. يتغير حجم الرحم من كيلوجرام إلى 60-80 جرام في غضون ستة اسابيع. بعد الولادة، قمة الرحم تتقلص إلى الاسفل داخل الحوض واحد سم لكل يوم. بعد اسبوعين الرحم ينقبض تماما ويعود إلى الرحم. الشعور وقوة انقباضات الرحم بعد الولادة من الممكن ان يكون اقوى عند النساء اللواتي سبق وان انجبوا طفلا أو اطفالا.

## عنق الرحم، المهبل والعجان
يبقى عنق الرحم طري بعد الولادة. ينقبض المهبل ويبدا بالعودة إلى حجمه قبل الحمل. لغاية أربعة أو ستة اسابيع من الولادة يقوم المهبل بافراز اللوكيا، وهي افرازات تحتوي على الدماء، المخاط، انسجة الرحم.

## المناعة
خلال الحمل الاستجابة المناعية الطبيعية الالتهابية يتم ايقافها من اجل السماح للجسم باستقبال الجنين. في فترة ما بعد الولادة يجب ان يتم عكس هذا الوضع سريعا إلى الطبيعي. إعادة المناعة يمكن ان ينتج عنه تعبير عن اعراض التهابية كانت موجودة بالسابق لكن لم تكن تستجيب، بشكل خاص الالتهابات على اساس المناعة الذاتية.

## تدابير السيطرة على الألم والراحة
إن التعليم والمناقشة قبل الولادة يمكن أن يخففا بعض الخوف من المجهول والقلق عندما تتم معالجة العلاج لأول مرة. تقديم تحديثات مستمرة عن حالة الرضيع مفيد.
ألم العجان بعد الولادة له آثار سلبية فورية وطويلة الأجل على النساء وأطفالهن. هذه الآثار يمكن أن تتداخل مع الرضاعة الطبيعية ورعاية الرضيع. تتم إدارة الألم الناجم عن مواقع الحقن وقطع العجان بواسطة التقييم المتكرر لتقرير الألم الصادر عن الأم. يمكن أن يأتي الألم من التمزقات المحتملة والشقوق وانقباضات الرحم والتهاب الحلمات. عادة ما يتم اعطاء الادوية الملائمة. من اجل التقليل من الالم بعد الولادة لا يتم عمل قطع بالعجان بشكل روتيني. يتم تعزيز الراحة من خلال تغيير اغطية السرير، التبول، تنظيف العجان واستخدام كمادات جليد. الخصوصية أيضا يتم تطبيقها من اجل تعزيز الراحة.  يمكن علاج ألم البواسير بطرق متنوعة. بعض التوصيات للحد من آلام البواسير تشمل: التنظيف بالماء الدافئ، كريمات البواسير، زيادة السوائل، الاستلقاء بالحمامات وعمل مغاطس.
الأدوية التي تتحكم في الألم ستبدأ في التلاشي. هذا صحيح أيضا عندما يعطى تخدير في المنطقة فوق الجافية أو العمود الفقري. تكون انقباضات الرحم مؤلمة في بعض الأحيان ويمكن تعزيز الراحة من خلال الاقتراح بتجربة وضعيات مختلفة. المشي بالجوار، بوجود مساعدة، يمكن أن يقلل الألم. نظرًا لأن التشنج الرحمي قد يصبح أكثر إيلامًا أثناء الرضاعة الطبيعية، يمكن إعطاء الأدوية قبل نصف ساعة من الرضاعة. يمكن التحكم في الألم والراحة من خلال توقع عودة الإحساس وردود الفعل الجسدية على الكدمات والدموع والشقوق ومواقع الثقب (الوخز).

## الإدارة
بعد الولادة مباشرة، يتم إجراء تقييمات مستمرة بتوصيات من الأكاديمية الأمريكية لطب الأطفال والكلية الأمريكية لأطباء النساء والتوليد. لقد حددوا أن العلامات الحيوية لضغط الدم والنبض وموقع الرحم والنزيف يجب تقييمها كل 15 دقيقة لأول ساعتين بعد الولادة.  ثم تقاس درجة الحرارة مرتين، أربع ساعات وثماني ساعات بعد الولادة. هذا للحماية من الالتهابات التي تلي الولادة، والتي كانت تُعرف سابقًا بحمى المواليد أو تسمم الدم النفاسي (في فترة النفاس)، وهو أحد الأسباب الرئيسية لوفيات الأمهات.

## التغذية
سوف تتغير الاحتياجات من السعرات الحرارية على أساس إنتاج الحليب للرضيع. تتغير متطلبات السعرات الحرارية للمرأة غير مرضعة، ليست حامل من 1800-2000 كيلو كالوري / يوم إلى 2300- 2500 كيلو كالوري / يوم بالنسبة للمرأة التي ترضع. عادة ما يتم التوصية ووصف المكملات الغذائية. في بعض الحالات، يتم تشجيع النساء على الاستمرار في تناول الفيتامينات قبل الولادة. زيادة تناول السوائل. على الأرجح الحاجة إلى مستويات إضافية من المعادن بسبب الإرضاع. احتياجات الكالسيوم والحديد تزيد بعد الولادة. قد تحتاج السعرات الحرارية إلى زيادة بمقدار 333 سعرة حرارية في اليوم خلال فترة ما بعد الولادة من أربعة إلى ستة أسابيع ثم بمقدار 400 سعرة حرارية في اليوم بعد الولادة لمدة 6 أشهر.
بعض الأطعمة والمواد الأخرى قد لا ينصح بها إذا كانت الأم مرضعة، لأنه ربما يكون لها تاثير على الطفل من خلال حليب الأم. بعض الأطباء لا يشجعون استخدام الكافيين. هذا يمكن أن ينتج تهيج في الطفل. تناول الكحول لا ينصح به وبقوة. استهلاك الأسماك صحي ويعطي الفيتامينات والمعادن والبروتينات. قد يكون استهلاك الأسماك الزيتية مثل الحدوق والرنجة والسردين والهامور وسمك التونة محدودًا بسبب الملوثات..يجب مراقبة فقدان الوزن لضمان الشفاء. فقدان الوزن بسرعة يمكن أن تقلل من إنتاج الحليب. قد لا تكون الوجبات منخفضة الكربوهيدرات والبروتين المرتفع مناسبة. الهدف الواقعي لفقدان الوزن هو رطل واحد في الأسبوع. 

## التغيرات المرتبطة بالولادة القيصرية
عادة ما يتم وضع قسطرة بولية قبل العملية القيصرية لمنع احتباس البول. سيكون شق البطن موقعًا آخر للألم والعدوى المحتملة. قد يتأخر الخروج من السرير. كما هو الحال مع أي عملية جراحية، يكون الخطر أكبر لتطوير جلطات الدم في الساقين. في هذه الحالات، يمكن استخدام جهاز ضغط هوائي أو جوارب ضغط أكثر بساطة. تمرين الساق سيكون فعالا أيضا في تعزيز الدورة الدموية في الساقين. قد تكون هناك حاجة إلى مستويات أعلى من دواء الألم المتعلقة بجروح البطن. إذا لم تكن العملية القيصرية مخططة، فستصاب بعض النساء بخيبة أمل وقد تستفيد من تشجيع الاستشارة من الأطباء. 